# Маче
Маче је насељено место и седиште општине у Крапинско-загорској жупанији, Хрватска. До територијалне реорганизације у Хрватској налазило се у саставу бивше велике општине Златар-Бистрица.

## Становништво
На попису становништва 2011. године, општина Маче је имала 2.534 становника, од чега у самом Мачу 696.

## Попис1991.
На попису становништва 1991. године, насељено место Маче је имало 710 становника, следећег националног састава:
| Попис 1991.‍  | Попис 1991.‍  | Попис 1991.‍ | Попис 1991.‍ | Попис 1991.‍ |
| ------------ | ------------ | ----------- | ----------- | ----------- |
|              |              |             |             |             |
| Хрвати       | Хрвати       |             | 704         | 99,15%      |
| неопредељени | неопредељени |             | 5           | 0,70%       |
| регион. опр. | регион. опр. |             | 1           | 0,14%       |
| укупно: 710  |              |             |             |             |